# 菜畑遗迹

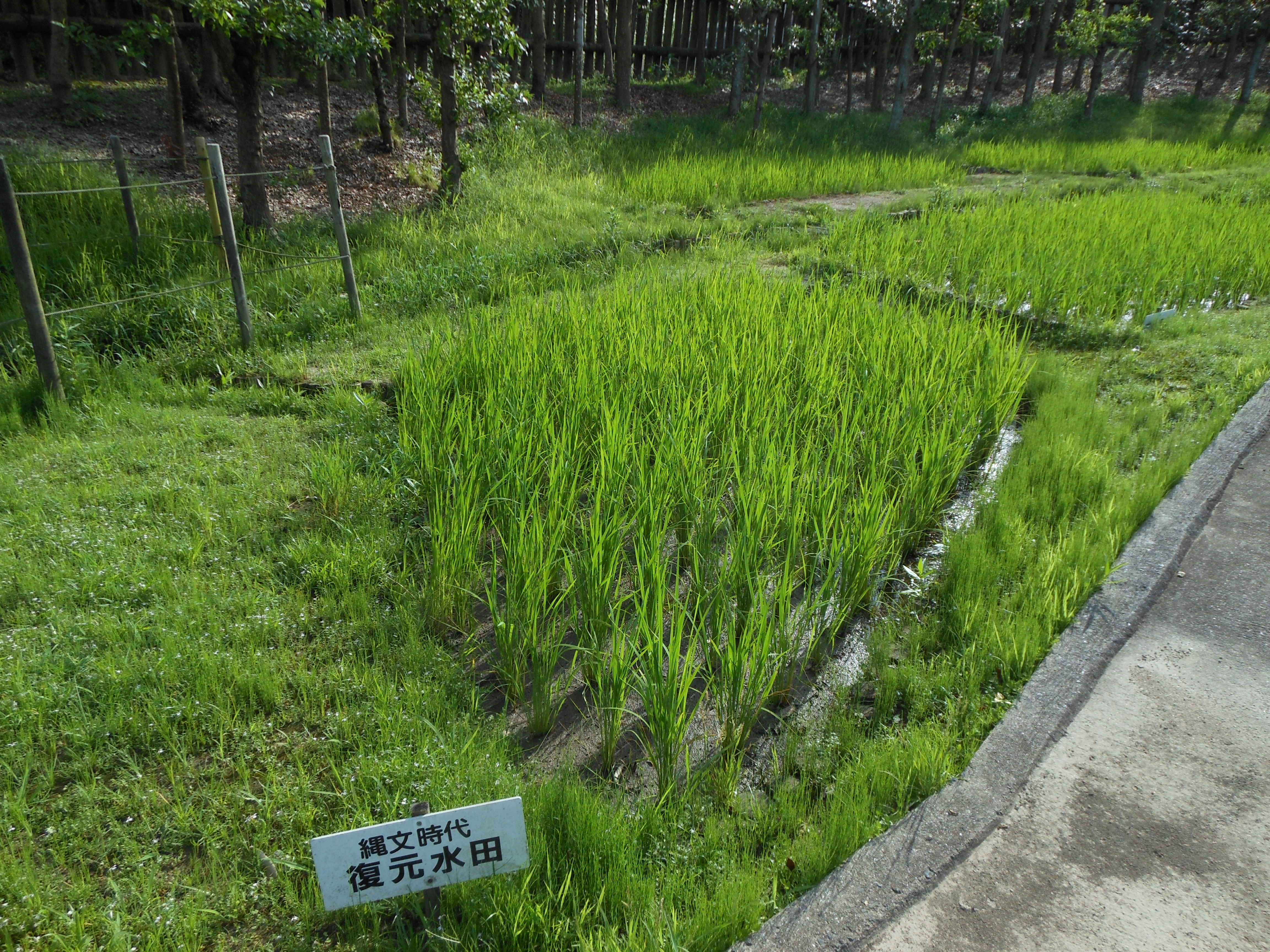
复原的水田

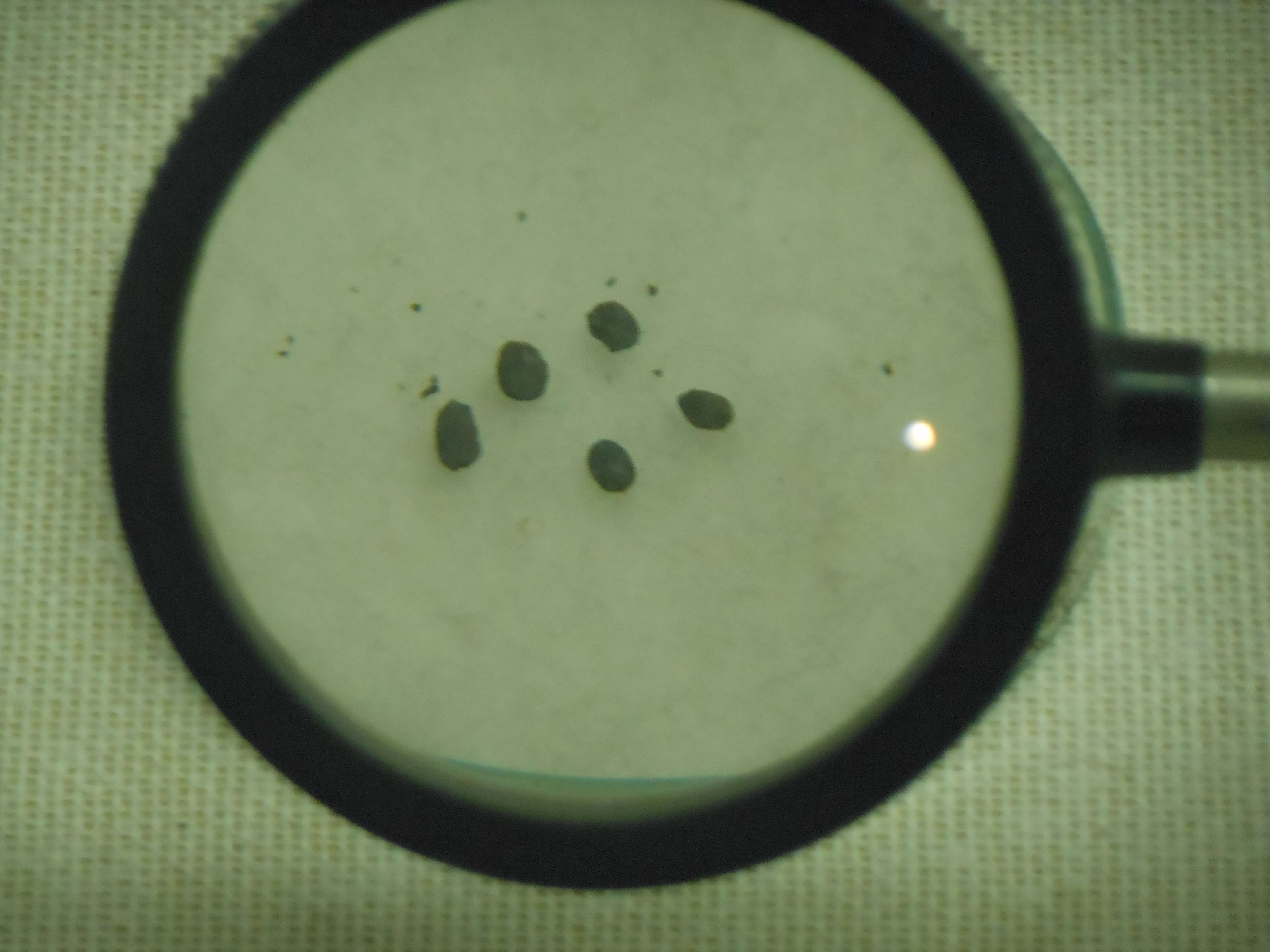
出土的公元前5-4世紀的炭化米（佐賀縣立博物館館藏）

菜畑遗迹（日语：／）位于佐贺县唐津市西南部，东距JR唐津車站1公里左右，是日本国史跡。发现有繩紋時代末期至弥生时代早期稲作遗址，为日本现存最古，距今近两千多年。
遗址发现于1979年，1980年12月至1981年8月进行了発掘調査。1983年指定为史蹟。现今遗址之上建有资料馆，因《魏志倭人傳》中末卢国在此地附近，故名末卢馆，馆中展览了该遗址出土的炭化米、石刀、鍬、鎌等農具，遗址中的竪穴住居和水田遗迹也进行了复原

## 脚注
1. ↑  菜畑遺跡 （页面存档备份，存于）（国指定文化財等データベース）
2. ↑  . 佐賀県庁（日语：佐賀県庁）.   [2022-11-24]. （原始内容存档于2022-11-24）.

## 関連項目
- 九州・冲绳地方史迹列表（日语：九州・沖縄地方の史跡一覧）
- 绳文时代遗址列表（日语：縄文時代の遺跡一覧）
- 佐贺县观光地（日语：佐賀県の観光地）
- 板付遗迹
- 水稻